# Wolf Heinrich Wickedé
Wolf Heinrich Wickedé – dyplomata pracujący dla Stanisława Augusta Poniatowskiego. Pochodził z Westfalii.

## Życiorys
W związku ze staraniami króla Stanisława Augusta o pożyczkę w Hamburgu, Wickedé został uchwałą senatu z 24 marca 1768 rezydentem polskim w Hamburgu, Lubece i Bremie. Pracował na placówce od 1768 do 1786 roku z tytułem „ministra-rezydenta JKMości (i Najjaśniejszej Rzeczypospolitej Polskiej) w okręgu Dolnej Saksonii” z siedzibą w Hamburgu. W latach 1787–1791 pracował na placówce w Amsterdamie.
Przed królem polskim zaprotegował go poseł brytyjski w Warszawie Thomas Wroughton. 